# 刘于鹤
刘于鹤（1937年11月—），男，湖北武汉人，中华人民共和国林学家，中华人民共和国林业部副部长，中国林业科学研究院院长。

## 生平
1961年自苏联列宁格勒森林工程学院毕业。1961年到1982年，任林业部规划设计局和农林部林业局技术员、副处长、处长。1982年任林业部资源司副司长。1983年任西北林学院院长、党委副书记。1986年到1992年，任中国林业科学研究院院长、院分党组书记、中国林学会理事长。1992年起，任林业部科技司司长、林业部党组成员、副部长；中国花卉协会副会长。后曾任国务院稽查特派员，国有重点大型企业监事会主席。他是第九届全国政协委员、全国政协经济委员会委员，第十届全国政协委员、全国政协人口资源环境委员会委员，中共十三大、中共十四大代表。晚年任中国老科技工作者协会副会长、中国老科技工作者协会林业分会会长、中国老教授协会顾问。

## 学术贡献
刘于鹤作为主要完成人完成了《森林资源连续清查技术体系的研建》项目，获1989年度国家科技进步二等奖、林业部科技进步一等奖。该技术体系的研建花费了25年，自1964年抽样技术引入中国森林调查工作起，经1960年代的试验和生产，“四五”期间全国森林资源清查，“五五”期间初步建立全国森林资源连续清查体系，到1988年“六五”完成全国森林资源清查的复查。该体系的建成使中国森林资源连续清查工作步入世界先进行列。